# Кампестрин (Тренто)
Кампестрин је насеље у Италији у округу Тренто, региону Трентино-Јужни Тирол.
Према процени из 2011. у насељу је живело 166 становника. Насеље се налази на надморској висини од 1380 м.